# مايك هال (معلق رياضي)
مايك هال (بالإنجليزية: Mike Hall)‏ هو معلق رياضي أمريكي، ولد في 20 فبراير 1982.